# Борзов, Николай Владимирович
Николай Владимирович Борзов (Барзов; 1728 — не ранее 1782) — русский офицер, генерал-майор.
В службе с 1742 года.
Участник Русско-турецкой войны (1768—1774) в чине бригадира. Летом 1771 года части Второй армии под командой Борзова вошли в Крым. 21 июня крепость Еникале ими была взята без боя. Турецкий гарнизон вместе со своим начальником Абаза-пашой, несмотря на большое подкрепление, прибывшее на кораблях за несколько дней до появления русских, оставил крепость, а сам комендант сбежал через Кафу в Синоп.
«В генерал-майоры из бригадиров произвести Николая Борзова, ему же быть в Еникале и Керчи обер комендантом»
Генерал-майор (10.07.1775), 5 мая 1779 кавалер ордена Святой Анны. Комендант крепости Еникале (1778), комендант в Керчи (1781).
С 1782 года проживал в селе Раковые Рясы Верхние (с. Голожохово).